# مستانه (فیلم)
مستانه، فیلمی به کارگردانی محمدحسین فرح‌بخش، نویسندگی اصغر نعیمی و تهیه‌کنندگی عبدالله علیخانی، محصول سال ۱۳۹۳ است. در این فیلم بازیگرانی چون سحر دولتشاهی، میلاد کی مرام، باران کوثری، فرهاد اصلانی، محمد متوسلانی، آتیلا پسیانی، شادی کرم‌رودی ایفای نقش می‌کنند.
سناریوی این فیلم، کپی فیلم ماتیک (Lipstick)، تولید سال ۱۹۷۶ امریکا است. 

## خلاصه داستان
یک بازیگر مشهور سینما با مسئله تعرض و ممنوع الچهره شدن مواجه می شود و ...

## بازیگران
- سحر دولتشاهی
- باران کوثری
- میلاد کی مرام
- آتیلا پسیانی
- فرهاد اصلانی
- محمد متوسلانی
- آزیتا ترکاشوند
- حسن اسدی‌
- انوشیروان نعیمی
- سارا احمدیان
- شادی کرم رودی
- لیدا کریمی